# أولينز

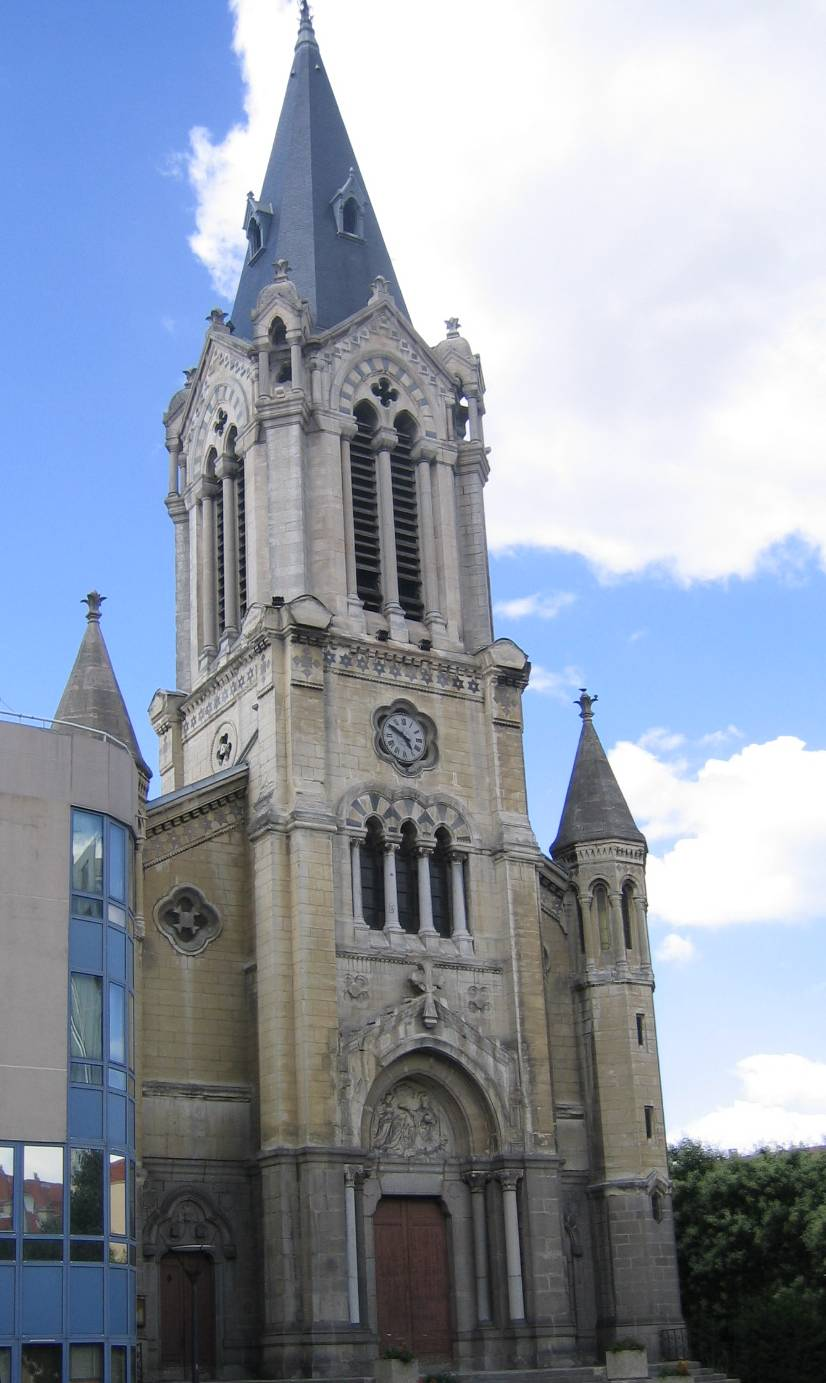
كاتدرائية البلدية

أولين (Oullins) بلدية تقع في إقليم رون شرق فرنسا .

## توأمة
لأولينز اتفاقيات توأمة مع كل من:
- نورتينغن
- بيسكيا
- نيرخا

## أعلام
- كيفين بارالون
- جورج شاربي
- جوزيف ماري جاكار
- باتريس غاراندي
- كليمان توربان
- أنطوان توماس
- كليمنت موريل